# Ecossexualidade
O termo ecossexual vem do prefixo eco ("casa", "habitação") que se refere ao ramo da biologia que estuda as relações dos diferentes seres vivos entre si e com o seu ambiente: «a biologia dos ecossistemas» e o desenvolvimento de uma sexualidade saudável.
O termo ecossexual foi definido pela primeira vez por Annie Sprinkle em seu manifesto Ecossexual. Um termo que certamente foi inspirado tanto pelo movimento nudista reivindicando com sede na França, "nude pur la nature", quanto pela comunidade criada por Leona Johansson e seu site, "Fuck for Forest", dedicado a um pós-pornô com propósito reivindicativo proteção ambiental.
Sprinkle e sua parceira Beth Stephens definindo-se como “pioneiros da ecossexualidade” explicariam isso como uma “espécie de identidade dos amantes sexuais do planeta”, o que estabeleceria isso; "A Terra é nossa amante." Eles publicariam o "Manifesto Ecosexual" proclamando que qualquer pessoa pode se identificar como Ecosexual por ser "LGBTQI, heterossexual, assexual e/ou outra identidade sexual".
Em 2013, Annie Sprinkle criou o filme amador intitulado "Goodbye Gauley Mountain: an Ecosexual Love Story" em vídeo e em 2017 eles apresentaram performances e artes visuais, leituras e uma prévia de seu novo documentário "A água nos molha: Uma aventura Ecossexual".

Pessoas atraídas por plantas podem se denominar botanossexuais, sendo a botanossexualidade caracterizada como uma sexualidade botânica, vinda da dendrofilia, fitofilia, biofilia e botanofilia.